# Phoniscus papuensis
Phoniscus papuensis là một loài động vật có vú trong họ Dơi muỗi, bộ Dơi. Loài này được Dobson mô tả năm 1878.